# Rediviva aurata
Rediviva aurata là một loài ong trong họ Melittidae. Loài này được Whitehead & Steiner miêu tả khoa học đầu tiên năm 2001.